# Charity Shield 1908
Navigation
Édition suivante
Le Charity Shield 1908 est la première édition du Charity Shield, épreuve qui oppose le champion d'Angleterre (Football League) au champion de la Southern Football League. La compétition remplace le Sheriff of London Charity Shield, qui opposait la meilleure équipe professionnelle à la meilleure équipe amateure.
Disputée le 27 avril 1908 à Stamford Bridge à Londres, la rencontre se solde par un match nul 1 à 1. Le match est rejoué le 29 août 1908 dans le même stade et sera remporté par Manchester United sur le score de 4 à 0. Le match permet également de récolter de l'argent au profit d'une œuvre caritative.

## Feuille de match
| 27 avril 1908 | Manchester United | 1-1   | Queens Park Rangers | Stamford Bridge, Londres |                     |
|               |                   | (0-1) |                     | Spectateurs : 6 000      | Spectateurs : 6 000 |
|               | rapport           |       |                     | Spectateurs : 6 000      | Spectateurs : 6 000 |

Match d'appui :
| 29 août 1908 | Manchester United | 4-0   | Queens Park Rangers | Stamford Bridge, Londres |                      |
|              |                   | (2-0) |                     | Spectateurs : 50 000     | Spectateurs : 50 000 |
|              | rapport           |       |                     | Spectateurs : 50 000     | Spectateurs : 50 000 |